# Братеево (электродепо)
Электродепо́ «Брате́ево» (ТЧ-17) — электродепо Московского метрополитена, обслуживавшее Замоскворецкую линию с 15 января 2014 года по 10 марта 2025 года. Территориально расположено в районе Братеево, недалеко от реки Городни. Депо рассчитано на 11 составов и включает в себя завод, на оборудовании которого может производиться ремонт вагонов любой сложности. Его функционал взяло на себя электродепо «Южное», благодаря чему ожидается ускоренный выпуск на линию современных составов, в частности — «Москвы-2024».

## История

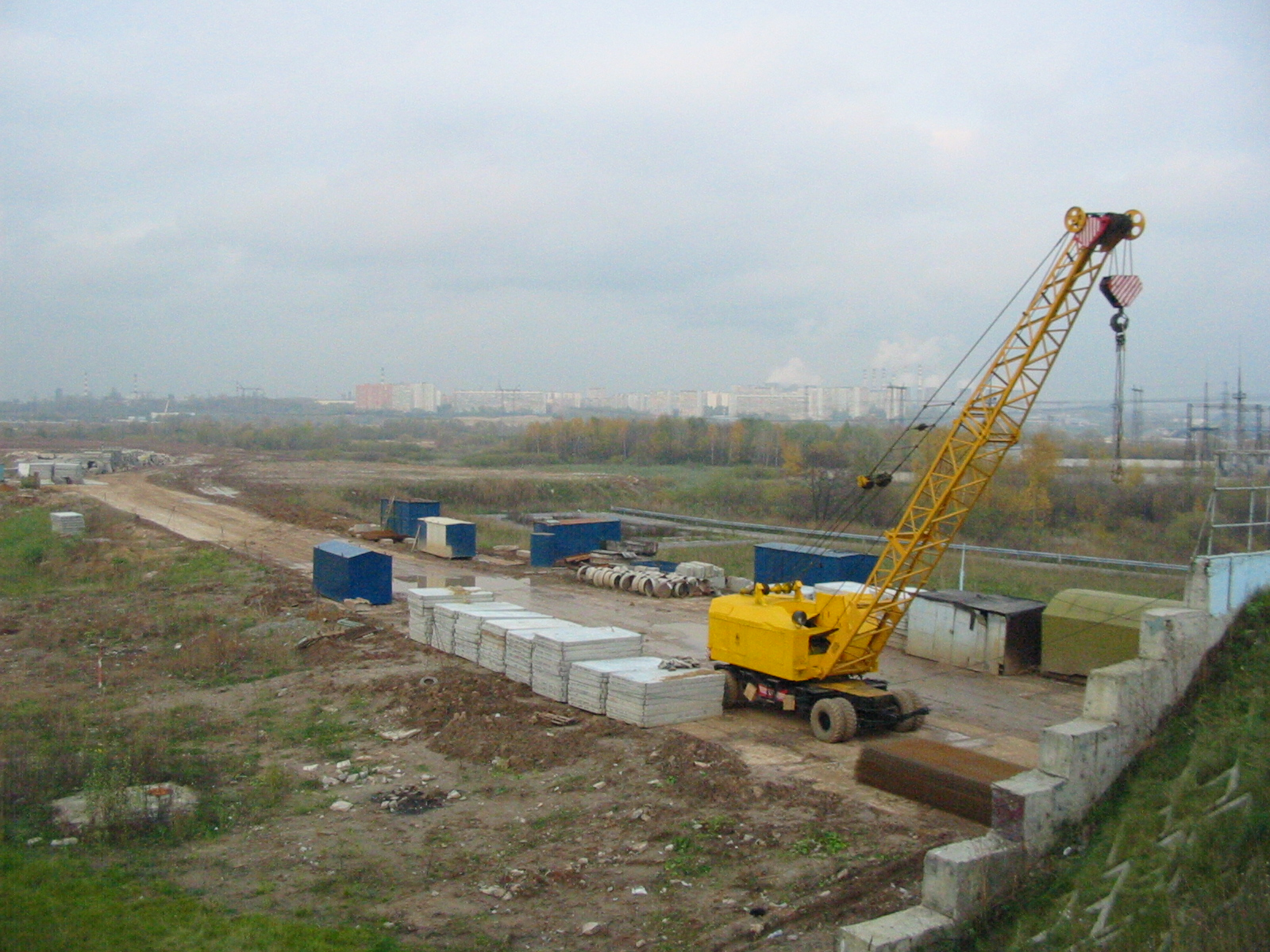
Строительная площадка депо Братеево (2003)

В конце 1990-х годов была огорожена площадка, началась планировка территории тяговой части, но вскоре все работы были свёрнуты и возобновились только в 2012 году.
Забивка свай для фундамента здания началась весной 2012 года.
По проекту развития транспортной системы Москвы на 2012—2016 годы ввод тяговой части предполагался в III квартале 2013 года. Сдача основной части в эксплуатацию планировалась на 1 декабря 2013 года, однако из-за неготовности объекта открытие было перенесено на 30 декабря 2013 года. Генподрядчиком строительства выступил трест «Мосэлектротягстрой».

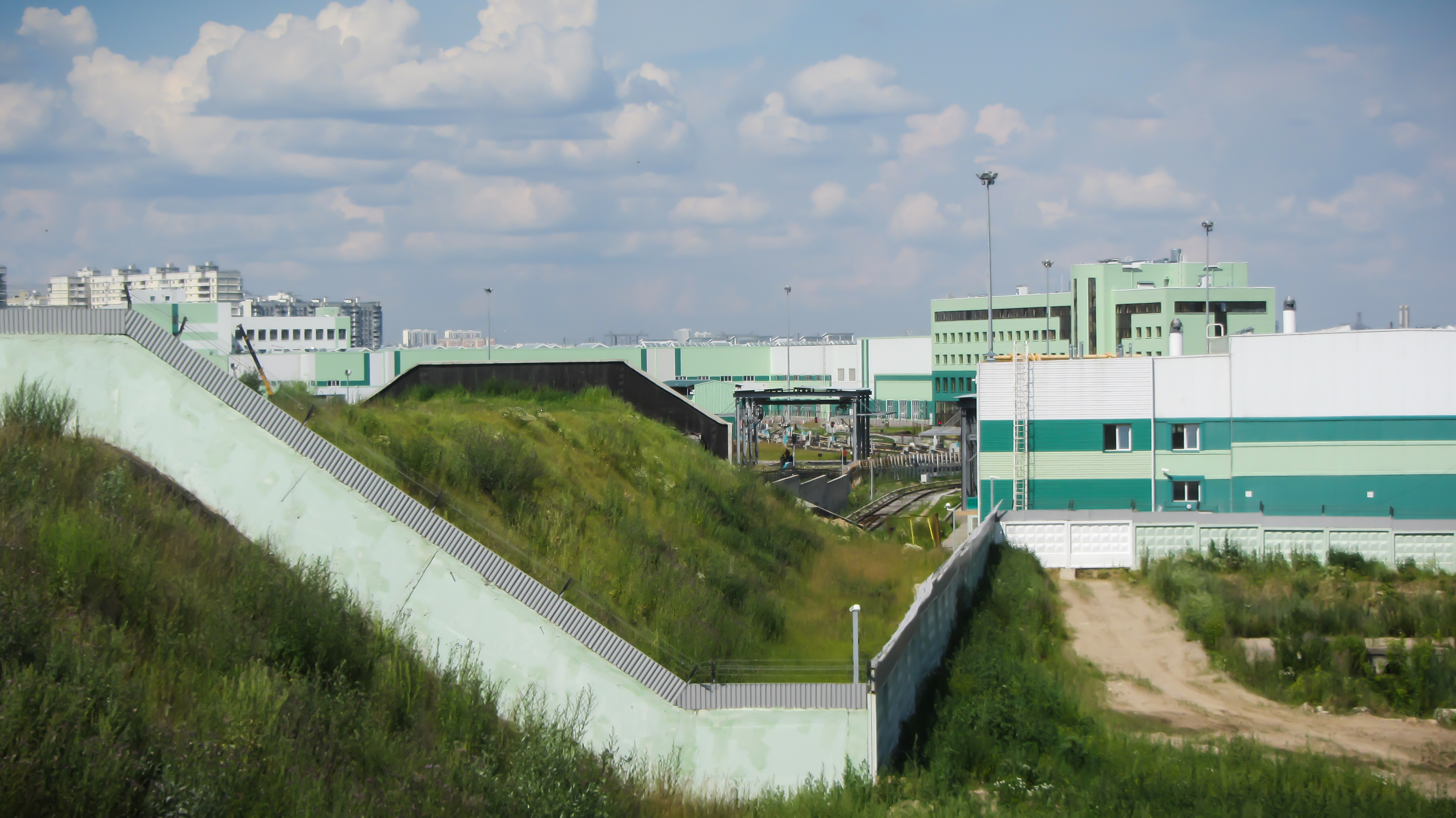
Подъездные пути ТЧ-17 «Братеево»
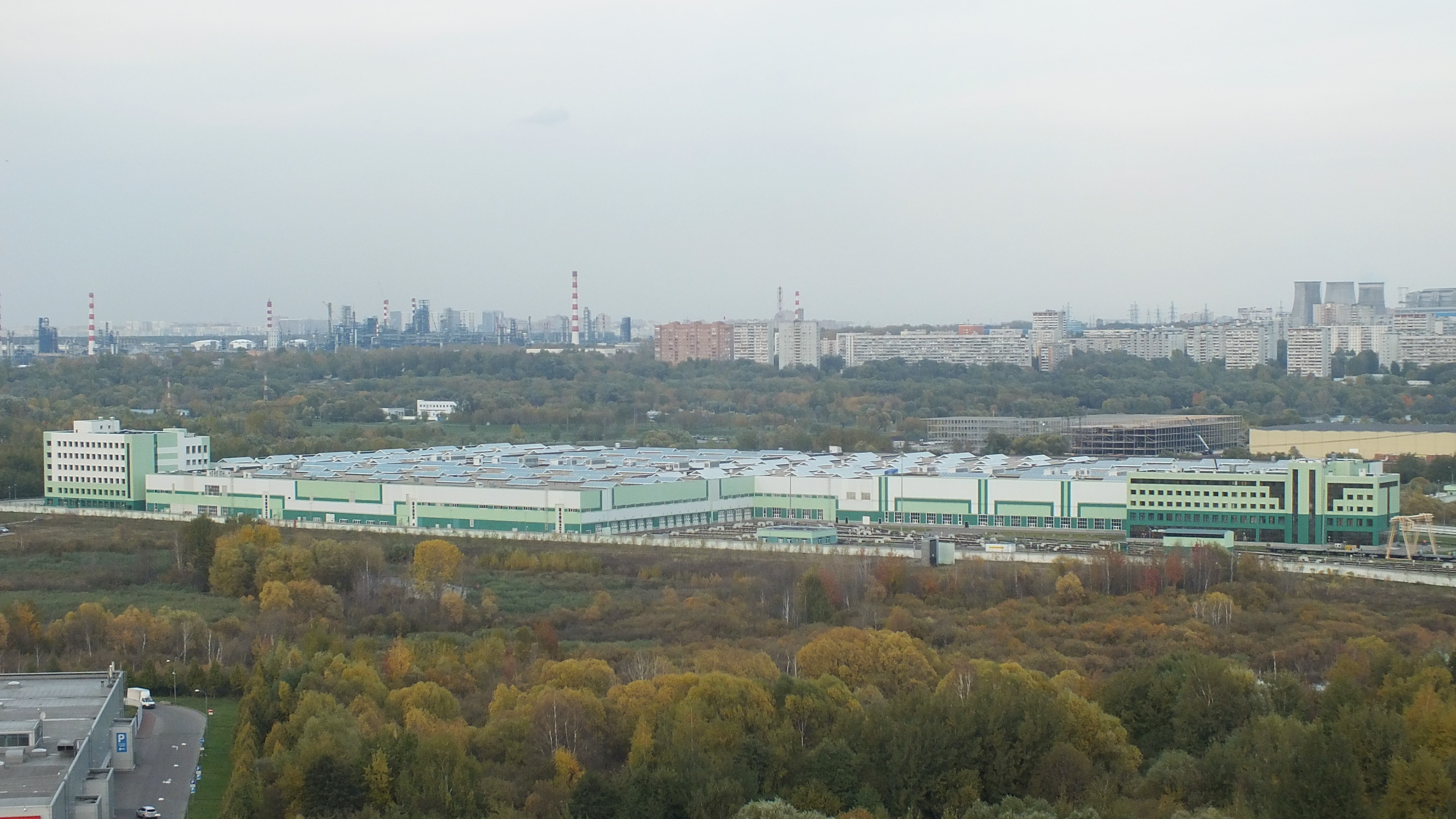
Общий вид на электродепо с высоты в октябре 2018 года

30 декабря 2013 года в депо зашёл первый состав. В этот же день приступил к работе новый персонал электродепо. Графиковое движение и ввод в эксплуатацию первой очереди состоялись в январе 2014 года.

### Обслуживаемые линии
| Линия          | Период      |
| -------------- | ----------- |
| Замоскворецкая | 2014 — 2025 |

## Подвижной состав

### Пассажирский подвижной состав
| Тип вагонов      | Период    | Вагонов в составе | Состояние                |
| ---------------- | --------- | ----------------- | ------------------------ |
| 81-717/714       | 2021—2024 | 8                 | списаны                  |
| 81-717.5/714.5   | 2021—2025 | 8                 | прекращение эксплуатации |
| 81-717.5М/714.5М | 2021—2025 | 8                 | прекращение эксплуатации |

Первоначально электродепо «Братеево» было оборотным и не имело собственного подвижного состава, обслуживая поезда Замоскворецкой линии из ТЧ-2 «Сокол» и ТЧ-7 «Замоскворецкое», однако после закрытия последнего в апреле 2021 года формально получило весь его приписной парк вагонов и перестало быть оборотным. 10 марта 2025 года электродепо «Братеево» было закрыто, его парк вагонов передан в открывшееся электродепо «Южное».